# Gutenberg Glacier
Gutenberg Glacier är en glaciär i Antarktis. Den ligger i Östantarktis. Australien gör anspråk på området. Gutenberg Glacier ligger 1 792 meter över havet.
Terrängen runt Gutenberg Glacier är varierad, och sluttar norrut. Trakten är obefolkad. Det finns inga samhällen i närheten.